# Lilla Skåltjärnen
Lilla Skåltjärnen är en sjö i Ovanåkers kommun i Hälsingland och ingår i Ljusnans huvudavrinningsområde.